# Erondegemse Pijl 2019
La 9e édition de l'Erondegemse Pijl a eu lieu le 3 août 2019. Elle fait partie de la Lotto Cycling Cup 2019 et du calendrier UCI en catégorie 1.2. Elle est remportée par la Néerlandaise Monique van de Ree.

## Récit de course
La course se conclut au sprint.

## Classements

### Classement final
| \| Classement général \| Classement général \| Classement général \| Classement général \| Classement général \| \| Coureuse \| Coureuse \| Pays \| Équipe \| Temps \| \| ------------------ \| --------------------- \| ------------------ \| -------------------------------- \| ------------------ \| \| 1re \| Monique van de Ree \| Pays-Bas \| BTC City Ljubljana \| 3 h 11 min 26 s \| \| 2e \| Nguyễn Thị Thật \| Viêt Nam \| Lotto Soudal Ladies \| + 0 s \| \| 3e \| Sofie De Vuyst \| Belgique \| Parkhotel Valkenburg \| + 0 s \| \| 4e \| Rebecca Durrell \| Royaume-Uni \| Tibco-Silicon Valley Bank \| + 0 s \| \| 5e \| Kelly Druyts \| Belgique \| Doltcini-Van Eyck Sport \| + 0 s \| \| 6e \| Daniela Gaß \| Allemagne \| Equano \| + 0 s \| \| 7e \| Anouska Koster \| Pays-Bas \| Virtu Cycling Women \| + 0 s \| \| 8e \| Kathrin Schweinberger \| Autriche \| Health Mate-Ladies Team \| + 0 s \| \| 9e \| Anna Kay \| Royaume-Uni \| \| + 0 s \| \| 10e \| Aurore Verhoeven \| France \| Wielerclub de sprinters Malderen \| + 0 s \| |                       |             |                                  |                 |
| |                       |             |                                  |                 |
| |                       |             |                                  |                 |
| Classement général |                       |             |                                  |                 |
| Coureuse | Coureuse              | Pays        | Équipe                           | Temps           |
| 1re | Monique van de Ree    | Pays-Bas    | BTC City Ljubljana               | 3 h 11 min 26 s |
| 2e | Nguyễn Thị Thật       | Viêt Nam    | Lotto Soudal Ladies              | + 0 s           |
| 3e | Sofie De Vuyst        | Belgique    | Parkhotel Valkenburg             | + 0 s           |
| 4e | Rebecca Durrell       | Royaume-Uni | Tibco-Silicon Valley Bank        | + 0 s           |
| 5e | Kelly Druyts          | Belgique    | Doltcini-Van Eyck Sport          | + 0 s           |
| 6e | Daniela Gaß           | Allemagne   | Equano                           | + 0 s           |
| 7e | Anouska Koster        | Pays-Bas    | Virtu Cycling Women              | + 0 s           |
| 8e | Kathrin Schweinberger | Autriche    | Health Mate-Ladies Team          | + 0 s           |
| 9e | Anna Kay              | Royaume-Uni |                                  | + 0 s           |
| 10e | Aurore Verhoeven      | France      | Wielerclub de sprinters Malderen | + 0 s           |

### Barème des points UCI
| Position           | 1er | 2e | 3e | 4e | 5e | 6e | 7e | 8e à 10e |
| Classement général | 40  | 30 | 25 | 20 | 15 | 10 | 5  | 3        |